# Dörmbach (Dipperz)
Dörmbach ist der südlichste Ortsteil der Gemeinde Dipperz im osthessischen Landkreis Fulda.

## Geographische Lage
Dörmbach ist als Streusiedlung rund 3,5 Kilometer vom Kernort Dipperz entfernt und liegt südöstlich davon in der Rhön. Der größte Teil der Gemarkung fällt nach Norden ab in Richtung Wanne, einem rechten östlichen Zufluss der Haune. Ein kleiner Zipfel der Gemarkung im Südwesten liegt hinter einer Anhöhe im Quellgebiet der Haune. Die Gemarkungsfläche beträgt 313 ha (1961), davon sind 91 ha bewaldet.
In der Gemarkung liegen am eigentlichen Dörmbach die Gehöftgruppe von Unterdörmbach (451 m) sowie die beiden Gehöftgruppen von Oberdörmbach (481 m). Im Osten finden sich die Höfe Friedenstein, Nollberg und Mooshecke. Hinzu kommen an der Landstraße im Westen die Höfe Kirchberg und Kieshof sowie etwas jenseits der Landstraße die Feriensiedlung Kneshecke.

## Geschichte
Die früheste erhalten gebliebene Erwähnung von Dornbach stammt aus dem Jahr 1570.
Im Zuge der Gebietsreform in Hessen verloren letzte kleine Gemeinden wie Dörmbach (Fulda) kraft Gesetzes ihre Eigenständigkeit. So wurden mit Wirkung vom 1. August 1972 die Gemeinden Armenhof, Dipperz, Dörmbach (Fulda), Finkenhain, Friesenhausen, Kohlgrund, Wisselsrod und Wolferts zu einer Gemeinde mit dem Namen Dipperz zusammengeschlossen.

## Verkehr und Infrastruktur
Durch die Gemarkung Dörmbach führt die Landesstraße 3377 von Friesenhausen nach Dietershausen. Von der L 3377 ausgehend erschließt der Knesheckenweg das Feriendorf sowie die Hotel- und Gastronomiebetriebe westlich der Landstraße, und von Friesenhausen ausgehend werden die Höfe der Streusiedlung durch die knapp 3,9 km lange Südschleife des Dörmbacher Rings für den Verkehr erschlossen.